# Kim Chang-hee (sculpteur)
Dans ce nom, le nom de famille, Kim, précède le nom personnel coréen.
Kim Chang-Hee est un artiste sculpteur coréen du XXe siècle, né en 1938 à Dangjin (Corée).

## Biographie artistique
En 1960, il commence ses études de sculpture à l'Université Hongik, dont il sort diplômé en 1967.
En 1975, il est nommé professeur à l'Université nationale de Séoul, dans la section sculpture.
En 1980, il est commissaire de l'exposition de sculpteurs coréens à Rome.
Outre des participations à des expositions collectives, Kim Chang-Hee montre ses œuvres dans des expositions personnelles :
- en 1981 à New York (Hankooks Gallery)
- en 1983 à Barcelone (Galerie Kukche)
- en 1986 à Séoul (Galerie Pyo), et Tokyo (Centre Culturel Coréen)
- en 1991 à Moscou (Rétrospective au Musée d'Art Oriental)
- en 1994 à Séoul, (Galerie Juliana)
- en 1996 à Paris (Galerie Guiter); et foire de Cologne, présenté par la galerie Akié Aricchi[1].

## Style
La vision esthétique de Kim vise à l'essentiel. Sa sculpture associe la figure humaine à l'architecture, à travers une réduction systématique du rapport homme-nature, réduction ou plutôt symbiose formelle et conceptuelle. La figure humaine est une part capitale du concept global de la cité, cher aux anciens Grecs. Cette vision humaniste des figures et des volumes prend sa source dans une référence surréelle. Il y a, en effet, un surplus de réalité dans cette approche profondément organique de l'image. Une image qui devient tout naturellement fantastique, dans la mesure où elle ressort simultanément à deux ordres structurels: celui de l'homme et celui de la cité.